# Marcantonio V Borghese
Marcantonio V Borghese, VIII principe di Sulmona, IX principe di Rossano (Parigi, 23 febbraio 1814 – Frascati, 5 ottobre 1886), è stato un nobile romano.

## Biografia

### Infanzia
Primogenito di Francesco Borghese, VII principe di Sulmona (all'epoca noto con gli appellativi di principe Aldobrandini, principe Borghese e duca Salviati) e della principessa Adele de La Rochefoucauld, nonché nipote di Camillo cognato di Napoleone Bonaparte, Marcantonio V, principe Borghese nacque il 23 febbraio 1814 a Parigi, dove trascorse gli anni della giovinezza.

### Primo matrimonio
Nel 1833 si trasferì a Roma con il padre, assecondando così il volere di Papa Gregorio XVI. L'anno seguente chiese la mano di Gwendoline Catherine Talbot (Cheltenham, 3 dicembre 1817 – Roma, 27 ottobre 1840), figlia di Lord John Talbot, XVI conte di Shrewsbury e noto archeologo, dopo aver dato un memorabile ballo in maschera in onore della giovane nel periodo di carnevale. Nel 1839 la sorella di Gwendoline, Mary Talbot, avrebbe sposato Filippo Andrea V Doria Pamphili.
L'11 marzo 1835 il cardinale Thomas Weld, cugino di Lord Shrewsbury, celebra le nozze nella cappella di Palazzo Odescalchi. La principessa morì però nel 1840, forse di scarlattina, a soli ventitré anni. Se il ricordo dell'animo caritatevole di questa principessa "le cui doti della mente erano vinte da quelle del cuore" (Silvagni, La corte pontificia, vol. IV, 1883–85, p. 148) rimane nei compianti scritti per la sua scomparsa e nella biografia postuma, la bellezza di Gwendoline C. Talbot Borghese sopravvive nei suoi ritratti commissionati dal marito, alcuni realizzati dal pittore Giovanni Battista Canevari (1789-1876).

### Secondo matrimonio
Intorno al 1840 il principe ordina la realizzazione del parco del castello di Nettuno; il 2 dicembre 1843 si sposa con Thérèse de La Rochefoucauld (Parigi, 13 luglio 1823 – Anzio, 1° luglio 1894), figlia di Alessandro Giulio Duca di Estissac e di Charlotte Dessoles, nonché sua cugina. 

### Principe di Sulmona
Dopo la morte senza discendenti dello zio Camillo nel 1832, e del padre nel 1839, aveva assunto il titolo di Principe di Sulmona, al quale corrispondeva la titolarità di una delle più cospicue posizioni patrimoniali nella Roma del tempo, che includeva la proprietà di circa 20.000 ettari di terreno nell'Agro Romano; questa faceva del principe il maggior proprietario terriero del Lazio.
Marcantonio fu oculato amministratore di questi beni, che accrebbe ulteriormente.  Figura eminente della vita pubblica romana, riceve importanti incarichi politici e amministrativi dopo l'avvento di Papa Pio IX. Nel 1836 diventa membro del Consiglio della Cassa di risparmio, di cui sarà presidente dal 1844 al 1847, anno in cui fonderà l'Istituto statistico-agrario e d'incoraggiamento e diventerà altresì membro del Consiglio di Roma, per poi essere eletto deputato del primo collegio di Roma e Ronciglione nel 1848. A riprova dell'interesse per l'archeologia condiviso con Lord Shrewsbury, nel 1846 il principe Borghese è anche insignito del titolo di Presidente della Pontificia Accademia Romana di Archeologia, carica che sarebbe ritornata in capo al suo predecessore, il principe Pietro Odescalchi, nel marzo 1851. Da febbraio 1848, tuttavia, l'attività accademica è sospesa per via di alcuni accadimenti che segnano l'inizio di un periodo particolarmente tormentato per la città eterna, durante il quale Marc’Antonio V Borghese raggiunge il papa nell'esilio di Gaeta. 
Con il ritorno di Papa Pio IX a Roma nel 1850 Marcantonio V Borghese prende parte nuovamente alla vita cittadina assumendo la presidenza della Camera di commercio e delle Ferrovie romane. Dal 1851 al 1856 è nuovamente presidente della Cassa di Risparmio, di cui ha sempre mantenuto la carica di membro del Consiglio. Nel novembre 1871 figura tra i promotori dell'Unione romana, organizzazione che nel 1877 conquista la maggioranza relativa nelle elezioni amministrative grazie a un programma di sviluppo edilizio su cui si innestavano gli interessi speculativi del patriziato romano e di alcuni enti religiosi a cui appartenevano molte delle proprietà fondiarie oggetto di una politica di espansione urbana che si sarebbe concretizzata con l'approvazione del piano regolatore del 1882. Marcantonio V Borghese era uno dei maggiori esponenti di questa associazione d'impronta cattolica che per lungo tempo avrebbe manovrato il potere politico-economico a Roma e sostenuto le sue proposte di bonifica della campagna romana e sviluppo infrastrutturale oltre che le iniziative volte alla costituzione di scuole popolari e agrarie, asili di infanzia e ospizi. Nel 1871 il principe figura infatti tra i soci fondatori della Società artistico-operaia di carità reciproca, che avrebbe promosso l'edilizia popolare nei quartieri romani di Testaccio e Trastevere.
Il 1871 è anche l'anno in cui Marcantonio V Borghese assume Giovanni Piancastelli (1845-1926) come insegnante di disegno dei figli e in seguito lo incarica di eseguire interventi di ristrutturazione o di semplice decorazione delle residenze. Nel 1902 Piancastelli sarebbe stato nominato primo direttore della Galleria Borghese, la cui collezione aveva egli stesso ordinato e catalogato a partire dal 1886, dopo la morte del principe Borghese, di cui proprio la mano del maestro ha fissato l'immagine del volto in uno splendido ritratto.

### Ultimi anni e morte
Nel 1876 Marcantonio V Borghese è nominato presidente della Banca generale romana e l'anno successivo figura tra i firmatari della convenzione con il governo italiano per la costituzione delle due nuove società ferroviarie, la Mediterranea e l'Adriatica.
Il 5 ottobre 1886 il principe Marcantonio V Borghese muore nella sua Villa Taverna, a Frascati.

## Discendenza
Dal primo matrimonio di Marcantonio V Borghese con Lady Gwendoline Catherine Talbot nacquero quattro figli, dei quali una sola sopravvissuta sino all'età adulta:
- Agnese (5 maggio 1836 – 22 marzo 1920). Sposò a Roma il 31 maggio 1854 il Principe di Piombino Rodolfo Boncompagni Ludovisi.
- Camillo (6 luglio 1837 – 8 novembre 1840).
- Giovanni Battista (15 settembre 1838 – 5 novembre 1840).
- Francesco (21 luglio 1840 – 19 novembre 1840).

Dal secondo matrimonio del 1843 con Thérèse de La Rochefoucauld nacquero nove figli:
- Anna Maria (19 settembre 1844 – 12 novembre 1914); sposò a Roma il 15 febbraio 1865 il marchese Antonio Gerini, patrizio fiorentino.
- Paolo (13 settembre 1845 – 18 novembre 1920), sposò al Castello di Nagy-Appony il 2 dicembre 1866 la contessa Ilona Appony de Nagy-Appony, figlia del conte Rodolfo e di Anna contessa von Beckendorff.
- Francesco (21 gennaio 1847 – 20 novembre 1926), XIV principe di Sant'Angelo, III duca di Bomarzo; sposò a Migliarino il 5 giugno 1873 la duchessa Francesca Salviati, figlia del duca Scipione Salviati e di Arabella Fitz-James. Da lui discende il ramo dei Duchi di Bomarzo, tuttora esistente.
- Giulio (19 dicembre 1847 – 15 luglio 1914); sposò a Roma il 24 ottobre 1872 la principessa Anna Maria Torlonia, figlia di Alessandro principe del Fucino e di Teresa Colonna.  A seguito del matrimonio, con Regio Decreto del 15 agosto 1873 assunse il cognome e le armi Torlonia, divenendo poi dal 1886, per successione Torlonia, II principe del Fucino, II duca di Ceri, e Principe Romano.
- Felice (17 gennaio 1851 – 26 giugno 1933), principe di Rossano, Presidente del Consorzio pontino; sposò a Villa di Montalto a Frascati, il 19 gennaio 1874, Maria Grazioli Lante della Rovere, figlia di Pio Grazioli, duca di Santa Croce di Magliano, e di Caterina Lante della Rovere.
- Camillo (2 marzo 1853 – 8 dicembre 1926), principe di Vivaro, marchese di Pratica; sposò in prime nozze a Walzin il 20 giugno 1886 Marguerite Brugmann, figlia del barone Alfred e di Marie Kenens, mentre in seconde nozze a Castel Gandolfo il 2 settembre 1894 Donna Maria Concetta, figlia di Don Gaetano Monroy principe di Belmonte e di donna Stefania Lanza Branciforte dei principi di Trabia.
- Giovanni Battista (26 ottobre 1855 – 15 aprile 1918), Cavaliere d’Onore e Devozione del Sovrano Militare Ordine di Malta. Sposò a Horpacs Schloss il 9 dicembre 1902 la contessa Marie-Alice de Riquet, figlia del conte Eugène principe di Caraman-Chimay e di Louise dei baroni de Graffenried de Villars.
- Giuseppe (23 giugno 1859 – 3 febbraio 1942); sposò in prime nozze il 19 novembre 1882 a Napoli la principessa Stefanina Statella, figlia del principe Pietro Statella X principe di Cassaro, XI marchese di Spaccaforno, e di Genoveffa Fardella dei marchesi di Torrearsa, e in seconde nozze il 5 maggio 1886 la contessa Maria Concetta Covoni Girolami, figlia del conte Filippo Covoni Girolami e di Eufrosina Gerini dei marchesi Gerini.
- Ludovica (23 giugno 1859 – 22 novembre 1928); sposò il 18 ottobre 1879 a Roma il principe Antonio Ruffo della Scaletta X principe della Scaletta.

## Ascendenza
|                                                              |                                                           |                                                                | Genitori                                                   |  |  | Nonni |  |  | Bisnonni                                 |  |  | Trisnonni                                         |  |
|                                                              |                                                           |                                                                |                                                            |  |  |       |  |  | Camillo Borghese, IV principe di Sulmona |  |  | Marcantonio III Borghese, III principe di Sulmona |  |
|                                                              |                                                           |                                                                |                                                            |  |  |       |  |  | Camillo Borghese, IV principe di Sulmona |  |  | Marcantonio III Borghese, III principe di Sulmona |  |
|                                                              |                                                           | Livia Spinola                                                  |                                                            |  |  |       |  |  | Camillo Borghese, IV principe di Sulmona |  |  |                                                   |  |
| Marcantonio IV Borghese, V principe di Sulmona               |                                                           |                                                                |                                                            |  |  |       |  |  | Camillo Borghese, IV principe di Sulmona |  |  |                                                   |  |
|                                                              |                                                           | Agnese Colonna di Paliano                                      | Filippo II Colonna, IX principe e duca di Paliano          |  |  |       |  |  |                                          |  |  |                                                   |  |
|                                                              |                                                           | Agnese Colonna di Paliano                                      | Filippo II Colonna, IX principe e duca di Paliano          |  |  |       |  |  |                                          |  |  |                                                   |  |
|                                                              |                                                           | Agnese Colonna di Paliano                                      | Olimpia Pamphilj                                           |  |  |       |  |  |                                          |  |  |                                                   |  |
| Francesco Borghese, VII principe di Sulmona                  |                                                           | Agnese Colonna di Paliano                                      |                                                            |  |  |       |  |  |                                          |  |  |                                                   |  |
|                                                              |                                                           | Averardo Saviati, VI duca di Giuliano                          | Gian Vincenzo Salviati, V duca di Giuliano                 |  |  |       |  |  |                                          |  |  |                                                   |  |
|                                                              |                                                           | Averardo Saviati, VI duca di Giuliano                          | Gian Vincenzo Salviati, V duca di Giuliano                 |  |  |       |  |  |                                          |  |  |                                                   |  |
|                                                              |                                                           | Averardo Saviati, VI duca di Giuliano                          | Anna Maria Boncompagni                                     |  |  |       |  |  |                                          |  |  |                                                   |  |
| Anna Maria Salviati, VII duchessa di Giuliano                |                                                           | Averardo Saviati, VI duca di Giuliano                          |                                                            |  |  |       |  |  |                                          |  |  |                                                   |  |
|                                                              |                                                           | Maria Cristina Lante Montefeltro della Rovere                  | Filippo Lante Montefeltro della Rovere, IV duca di Bomarzo |  |  |       |  |  |                                          |  |  |                                                   |  |
|                                                              |                                                           | Maria Cristina Lante Montefeltro della Rovere                  | Filippo Lante Montefeltro della Rovere, IV duca di Bomarzo |  |  |       |  |  |                                          |  |  |                                                   |  |
|                                                              |                                                           | Maria Cristina Lante Montefeltro della Rovere                  | Maria Virginia Altieri                                     |  |  |       |  |  |                                          |  |  |                                                   |  |
| Marcantonio V Borghese, VIII principe di Sulmona             |                                                           | Maria Cristina Lante Montefeltro della Rovere                  |                                                            |  |  |       |  |  |                                          |  |  |                                                   |  |
|                                                              | François Alexandre Frédéric, VII duca di la Rochefoucauld | Louis François Armand de La Rochefoucauld, I duca d'Estissiac  |                                                            |  |  |       |  |  |                                          |  |  |                                                   |  |
|                                                              | François Alexandre Frédéric, VII duca di la Rochefoucauld | Louis François Armand de La Rochefoucauld, I duca d'Estissiac  |                                                            |  |  |       |  |  |                                          |  |  |                                                   |  |
|                                                              | François Alexandre Frédéric, VII duca di la Rochefoucauld | Marie de La Rochefoucauld, VI duchessa di La Rochefoucauld     |                                                            |  |  |       |  |  |                                          |  |  |                                                   |  |
| Alexandre François de La Rochefoucauld, III duca di Estissac | François Alexandre Frédéric, VII duca di la Rochefoucauld |                                                                |                                                            |  |  |       |  |  |                                          |  |  |                                                   |  |
|                                                              |                                                           | Félicité Sophie de Lannion                                     | Hyacinthe Gaëtan de Lannion, marchese di Lannion           |  |  |       |  |  |                                          |  |  |                                                   |  |
|                                                              |                                                           | Félicité Sophie de Lannion                                     | Hyacinthe Gaëtan de Lannion, marchese di Lannion           |  |  |       |  |  |                                          |  |  |                                                   |  |
|                                                              |                                                           | Félicité Sophie de Lannion                                     | Marie Charlotte Félicité de Clermont-Tonnerre              |  |  |       |  |  |                                          |  |  |                                                   |  |
| Adele de La Rochefoucauld                                    |                                                           | Félicité Sophie de Lannion                                     |                                                            |  |  |       |  |  |                                          |  |  |                                                   |  |
|                                                              |                                                           | François Marie Louis Pyvart de Chastullé, I conte di Chastullé | François Jacques Pyvart, signore di Chastullé              |  |  |       |  |  |                                          |  |  |                                                   |  |
|                                                              |                                                           | François Marie Louis Pyvart de Chastullé, I conte di Chastullé | François Jacques Pyvart, signore di Chastullé              |  |  |       |  |  |                                          |  |  |                                                   |  |
|                                                              |                                                           | François Marie Louis Pyvart de Chastullé, I conte di Chastullé | Jeanne Hardouineau de Landanière                           |  |  |       |  |  |                                          |  |  |                                                   |  |
| Adelaide Marie Françoise Pyvart de Chastullé                 |                                                           | François Marie Louis Pyvart de Chastullé, I conte di Chastullé |                                                            |  |  |       |  |  |                                          |  |  |                                                   |  |
|                                                              |                                                           | Marie-Madeleine Julie de Laffilard                             | François Maurice Laffilard                                 |  |  |       |  |  |                                          |  |  |                                                   |  |
|                                                              |                                                           | Marie-Madeleine Julie de Laffilard                             | François Maurice Laffilard                                 |  |  |       |  |  |                                          |  |  |                                                   |  |
|                                                              |                                                           | Marie-Madeleine Julie de Laffilard                             | Marie-Madeleine Richardot                                  |  |  |       |  |  |                                          |  |  |                                                   |  |
|                                                              |                                                           | Marie-Madeleine Julie de Laffilard                             |                                                            |  |  |       |  |  |                                          |  |  |                                                   |  |